# رافاييل ألبوركيوركيو
رافاييل ألبوركيوركيو هو محامي دومينيكاني، ولد في 14 يونيو 1940 في سانتو دومينغو في جمهورية الدومينيكان.